# Genocide Organ
I Genocide Organ sono un gruppo musicale post-industriale di power electronics e death industrial formatosi in Germania nel 1985. I loro brani trattano spesso di libertà e/o i fattori che determinano le relazioni interpersonali.

## Storia dei Genocide Organ
I Genocide Organ furono fondati nel 1985 da Klaus "Wilhelm Herich" Hilger, DOC M. Riot e D.A.X., per essere affiancati tra il 1987 ed il 1988 da Ray Treatment ed il seguito da Roland "Diutesco" Freisler. Fin dai primi anni furono conosciuti per i concerti controversi, dalle sonorità caustiche ed in cui immettevano immaginari tra paganesimo, razzismo, e regimi dittatoriali. Produssero il loro primo album intitolato Leichenlinie (letteralmente la fila di cadaveri) nel 1989 per la Tesco organization. Il disco divenne negli anni un'opera fondamentale per la musica post-industriale, rappresentando il primo capitolo della band che fondò la power electronics europea, parallelamente ai britannici Whitehouse.
Nel 1998 pubblicarono :Remember: (Tesco Organisation), un doppio album dal vivo, a cui seguì The Truth Will Make You Free (Tesco Organisation, 1999).
Dopo 5 anni di silenzio, i Genocide Organ fecero uscire un 7" intitolato With Heart and Hand (Tesco Organisation, 2009), in cui la band aveva sonorizzato anche una preghiera di Sant'Agostino.
Nel 2018 pubblicarono Obituary of the Americas, un concept album incentrato sull'America Latina e sugli orrori ad essa collegati, tra squadroni della morte, narcos, dittature e terrorismo, con sonorità abrasive ed apocalittiche.

## Discografia
- 1989 - Leichenlinie
- 1989 - Hinrichtung
- 1991 - Save Our Slaves
- 1991 - Native Concrete Industrial
- 1995 - Mind Control
- 1997 - Remember
- 1997 - Klan Kountry
- 1999 - The Truth Will Make You Free
- 2003 - Genocide Organ
- 2004 - In - Konflikt
- 2008 - UmKhonto-We-SizWe
- 2009 - Live in Japan 2003/2007
- 2011 - Under-Kontrakt
- 2014 - KwaZulu-NaTaL
- 2016 - Obituary of the Americas